# Ферди Тайфур
Ферди Тайфур (на турски: Ferdi Tayfur) е турски певец, актьор, режисьор, поет, композитор, писател и предприемач. Печелил е девет пъти наградата Altın Plak Ödülü и много от песните му са включени във филми.

## Биография
Роден е на 15 ноември 1945 г. в град Адана.
Добива особена популярност, след като издава „Bırak Şu Gurbeti / Sevdalılar Beni Anlar“ и по-късно „Çeşme / Muhtaç Etme Beni“.
През 1982 г. основава собствената си компания Ferdifon Plakçılık, а през 2009 г. навлиза в строителния бизнес.
Умира на 2 януари 2025 г. в Анталия, Турция.